# Animal Serenade
Animal Serenade è un album di Lou Reed registrato dal vivo al Wiltern Theatre di Los Angeles nel 2003.

## Descrizione
Lo show vede una formazione senza un batterista di ruolo (includendo Mike Rathke alla chitarra e al sintetizzatore, il bassista Fernando Saunders, e la violoncellista Jane Scarpantoni). Reed eseguì drammatiche versioni piene di pathos di alcuni dei suoi brani più celebri (e non).
Fernando Saunders suona il basso e altri strumenti. Canta inoltre nei cori in varie canzoni e come voce solista principale in Tell It to Your Heart & Reviens Cherie. Antony Hegarty canta la traccia vocale principale in Set the Twilight Reeling e Candy Says.
Tre brani eseguiti durante il concerto, rimasero esclusi dall'album: Sweet Jane, The Last Shot e Perfect Day (cantata in duetto con Hegarty). Successivamente Sweet Jane è stata resa disponibile come download digitale.

## Tracce
- Testi e musica di Lou Reed eccetto dove diversamente indicato.

Disco 1
1. Advice – 2:07
2. Smalltown – 6:04 (Reed, John Cale)
3. Tell It to Your Heart – 6:03
4. Men of Good Fortune – 4:27
5. How Do You Think It Feels – 8:09
6. Vanishing Act – 5:31
7. Ecstasy – 7:09
8. The Day John Kennedy Died – 4:04
9. Street Hassle – 6:59
10. The Bed – 5:15
11. Reviens Cherie – 7:12 (Fernando Saunders)
12. Venus in Furs – 10:02

Disco 2
1. Dirty Blvd – 6:54
2. Sunday Morning – 5:04 (Reed, John Cale)
3. All Tomorrow's Parties – 6:18
4. Call in Me – 2:45
5. The Raven – 9:33
6. Set the Twilight Reeling – 9:08
7. Candy Says – 6:04
8. Heroin – 9:11

## Formazione
- Lou Reed – voce, chitarra acustica ed elettrica
- Mike Rathke – chitarra  acustica ed elettrica, sintetizzatore
- Fernando Saunders – basso, contrabbasso, batteria, chitarra, voce in Tell It to Your Heart e Revien Cherie, scat in Sunday Morning
- Jane Scarpantoni – cello
- Antony Hegarty – voce in Set the Twilight Reeling e Candy Says